# 1879 en Belgique
Chronologie de la Belgique
- 1875
- 1876
- 1877
- 1878
- 1879
- 1880
- 1881
- 1882
- 1883

Cette page recense des événements qui se sont produits durant l'année 1879 en Belgique.

## Événements
- 21 janvier : le ministère libéral belge dépose un projet de loi qui place l’enseignement primaire, jusqu’à présent aux mains de l’Église catholique, sous le contrôle de l’État. La loi est votée le 18 juin. Début de la première guerre scolaire[1].

## Culture

### Architecture

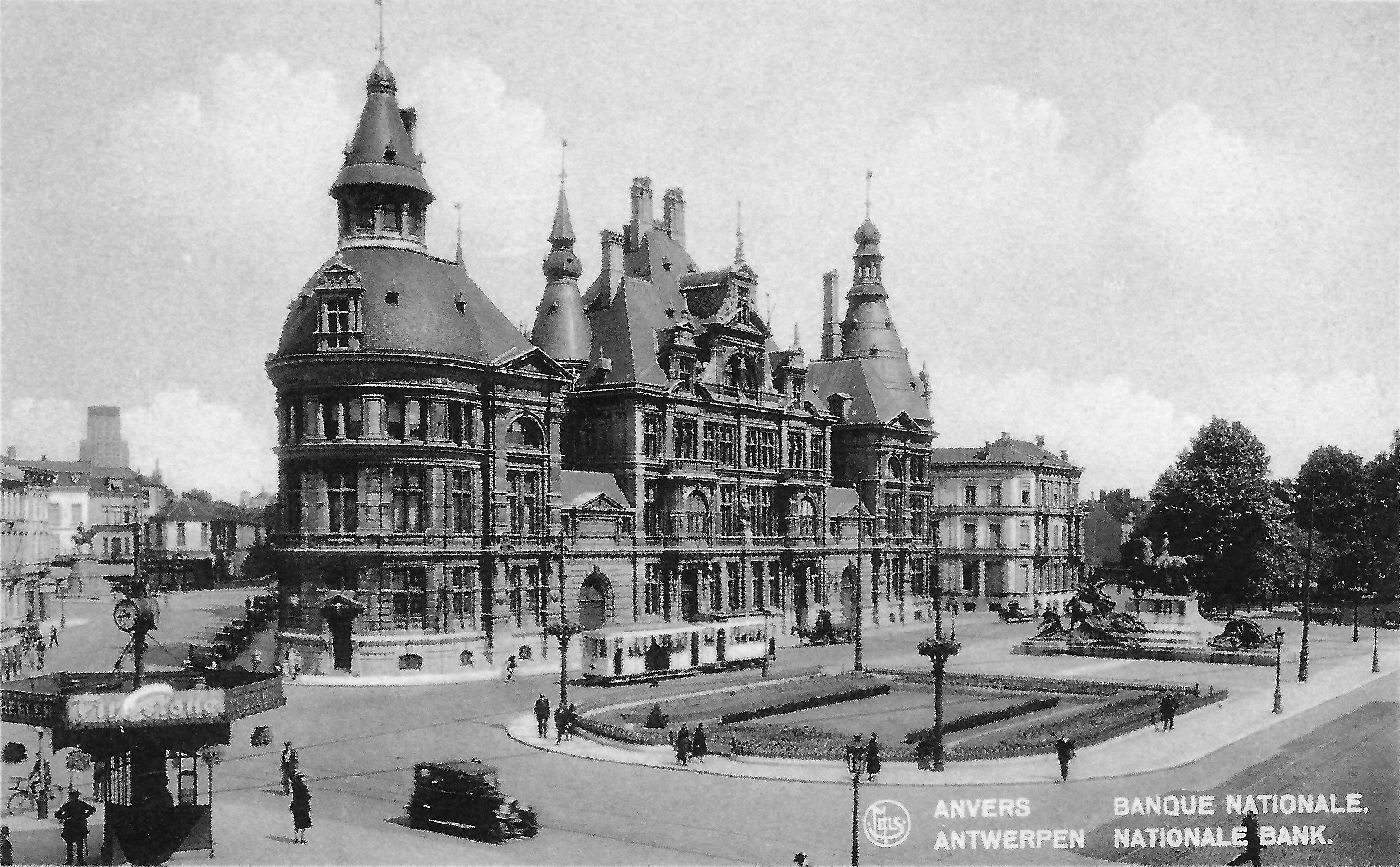
Bâtiment de la Banque nationale à Anvers
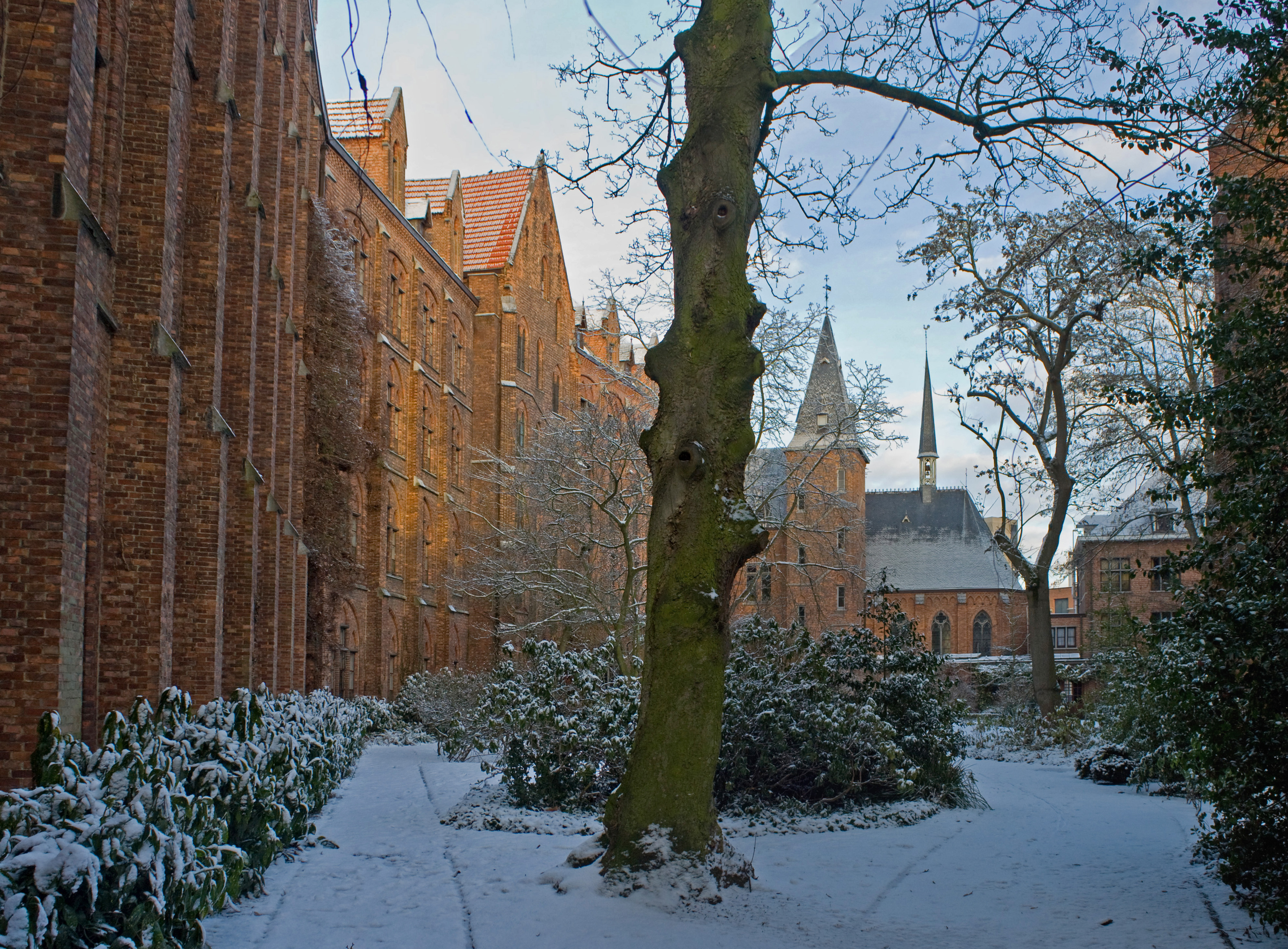
Collège Juste Lipse (Louvain)
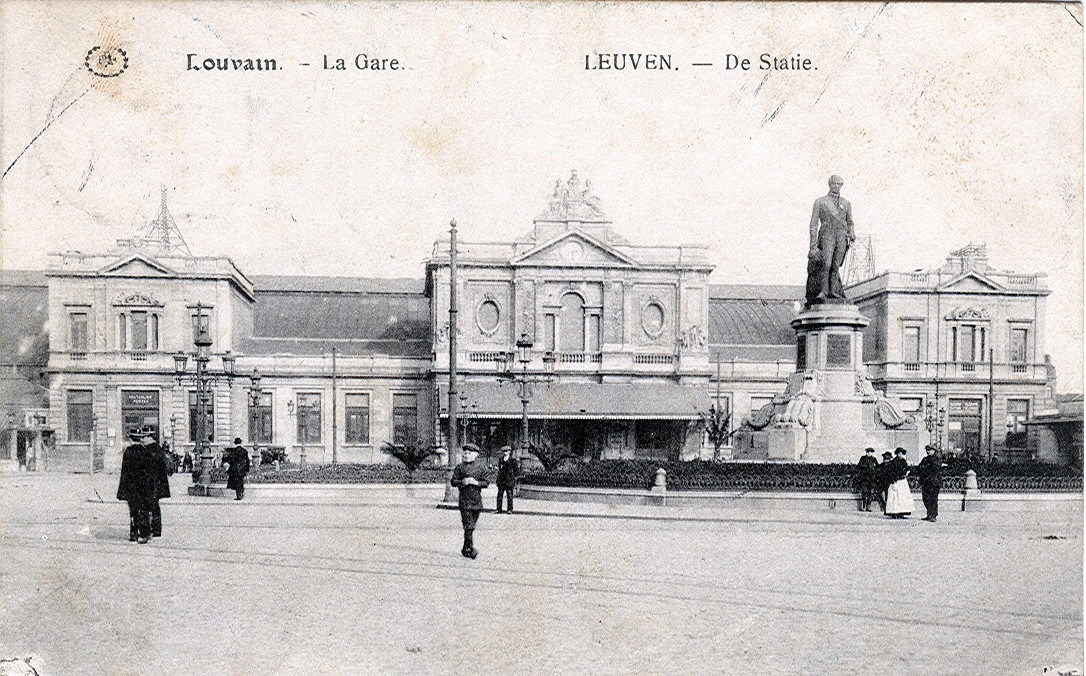
Gare de Louvain
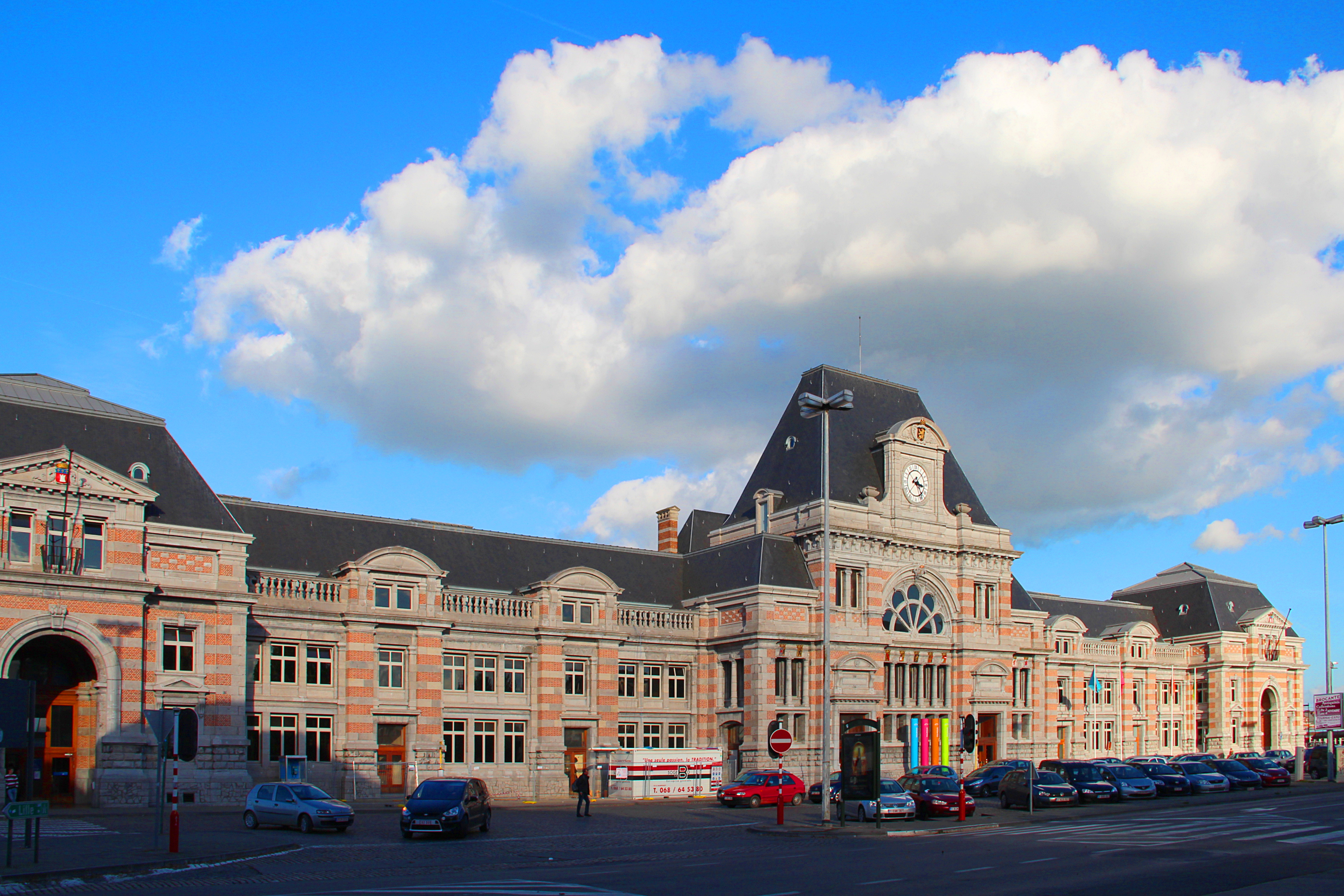
Gare de Tournai (Henri Beyaert)
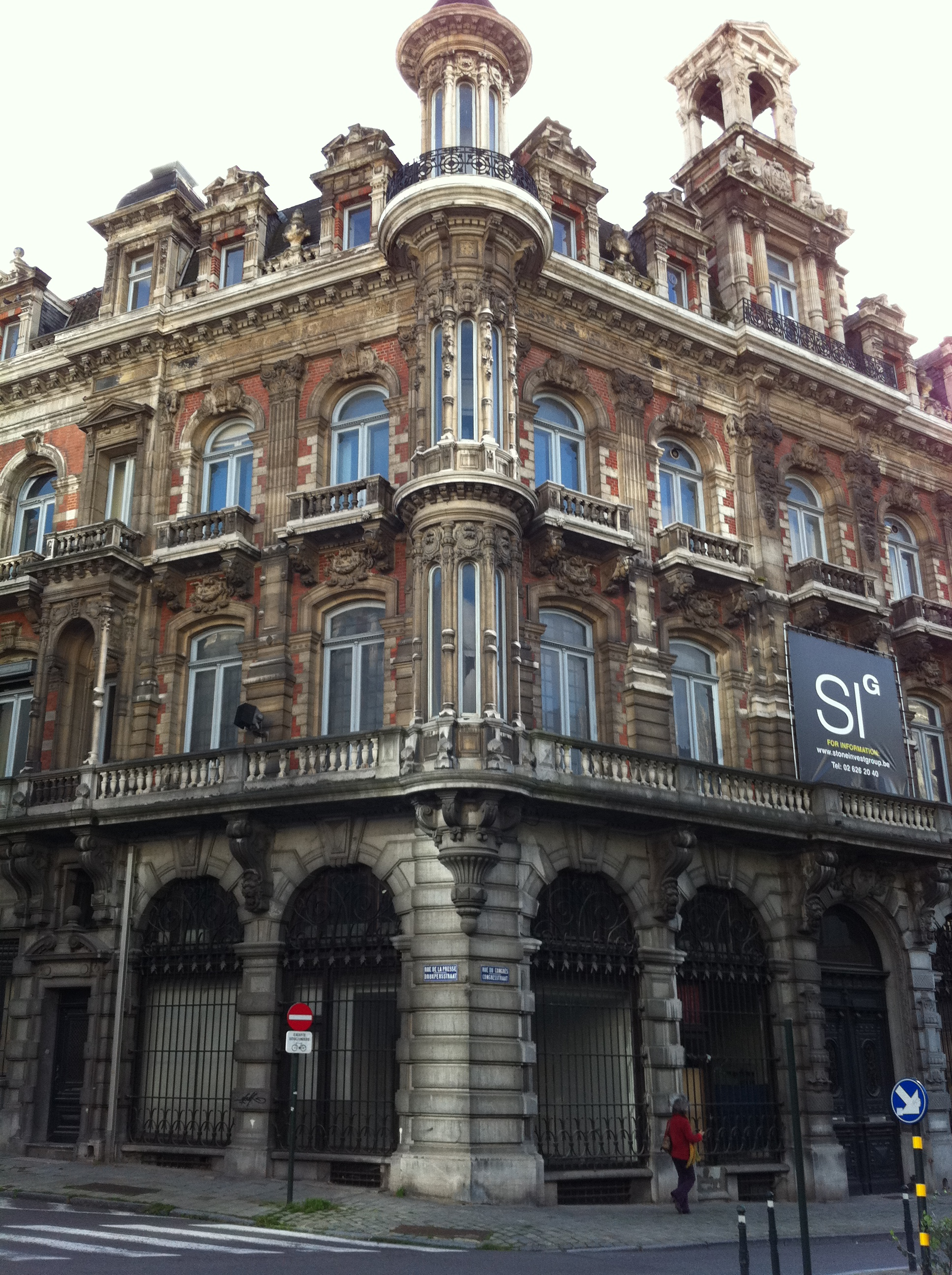
Hôtel de Knuyt de Vosmaer à Bruxelles

### Littérature
- Lady Fauvette, roman de Marguerite Van de Wiele[2].

## Naissances
- 14 mars : Georges Petit, sculpteur († 28 décembre 1958).
- 24 août : Achille Delattre, homme politique  († 13 juillet 1964).